# Мак, Хайнц
Хайнц Мак  (нем. Heinz Mack; 8 марта 1931, Лоллар, Германия) —  художник немецкого происхождения, представитель оп-арта и кинетического искусства.

## Биография и творчество
Хайнц Мак родился 8 марта 1931 года в городе Лолларе в немецкой земле Гессен. В 1949 году переехал в Дюссельдорф, где изучал живопись в Государственной художественной академии с 1950 по 1953 год. Хайнц Мак также получил степень по философии в Университете Кёльна в 1956 году, в том же году начал изучать проблемы движения и света. С 1956 по 1958 год художник разрабатывал световые рельефы и световые кинетические конструкции — работы, сделанные из полированного металла, который вибрировал и отражал цвета окружения.
Хайнц Мак разработал теорию «динамических структур», которую впервые представил в 1958 году в похожем на манифест эссе «Die Ruhe der Unruhe» («Покой беспокойства»), опубликованном в первом выпуске журнала Zero.
Первая персональная выставка художника прошла в Галерее Шмела в Дюссельдорфе в 1957 году. В 1957—1958 годах вместе с Отто Пине  создал группу Зеро, в которую вошли Гюнтер Юккер, Ив Кляйн, Жан Тенгели и другие.
Обычно в работах Мака использовался полированный алюминий, стекло или пластик. При помощи электрического двигателя обеспечивалось нерегулярное движение, которое вызывало игру отраженного света. Мак использовали многие другие виды материалов, его работы включали скульптуры с использованием воды и ветра. С 1968 года он также занимался сценическим дизайном.

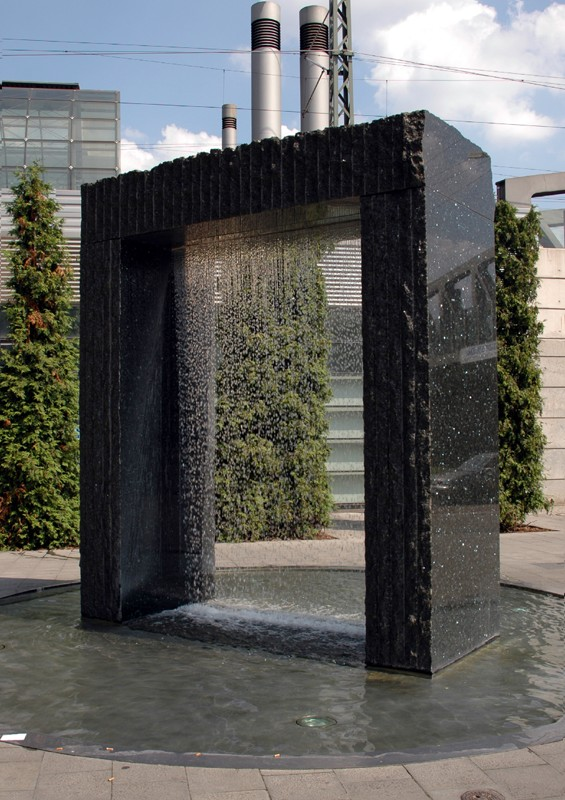
Wassertor (2001)

Хайнц Мак отказался от цвета в живописи в 1958 году и с тех пор создавал черные или белые холсты. В этом же году он начал разрабатывать свой Проект Сахара — работу, связанную с окружающей средой, включающей предложение о размещении конструкций в пустыне и в Арктике.
Первая персональная выставка художника в Париже состоялась в 1959 году в Галерее Iris Clert. Начиная с 1960 года он создал большое количество работ архитектурного масштаба; среди прочего — две водяные стены для госпиталя в Диурбеле, Сенегал, световую карусель для Городского музея в Амстердаме (Stedelijk Museum) и работу для Expo-70, Осака.
В 1962 году художник создал фильм «OxO=Kunst». 
В 1965—1966 годах Хайнц Мак жил в Нью-Йорке; его первая персональная выставка в США прошла в Галерее Howard Wise (Нью-Йорк,1966). В следующем году был опубликован журнал-каталог художника «Mackazin».

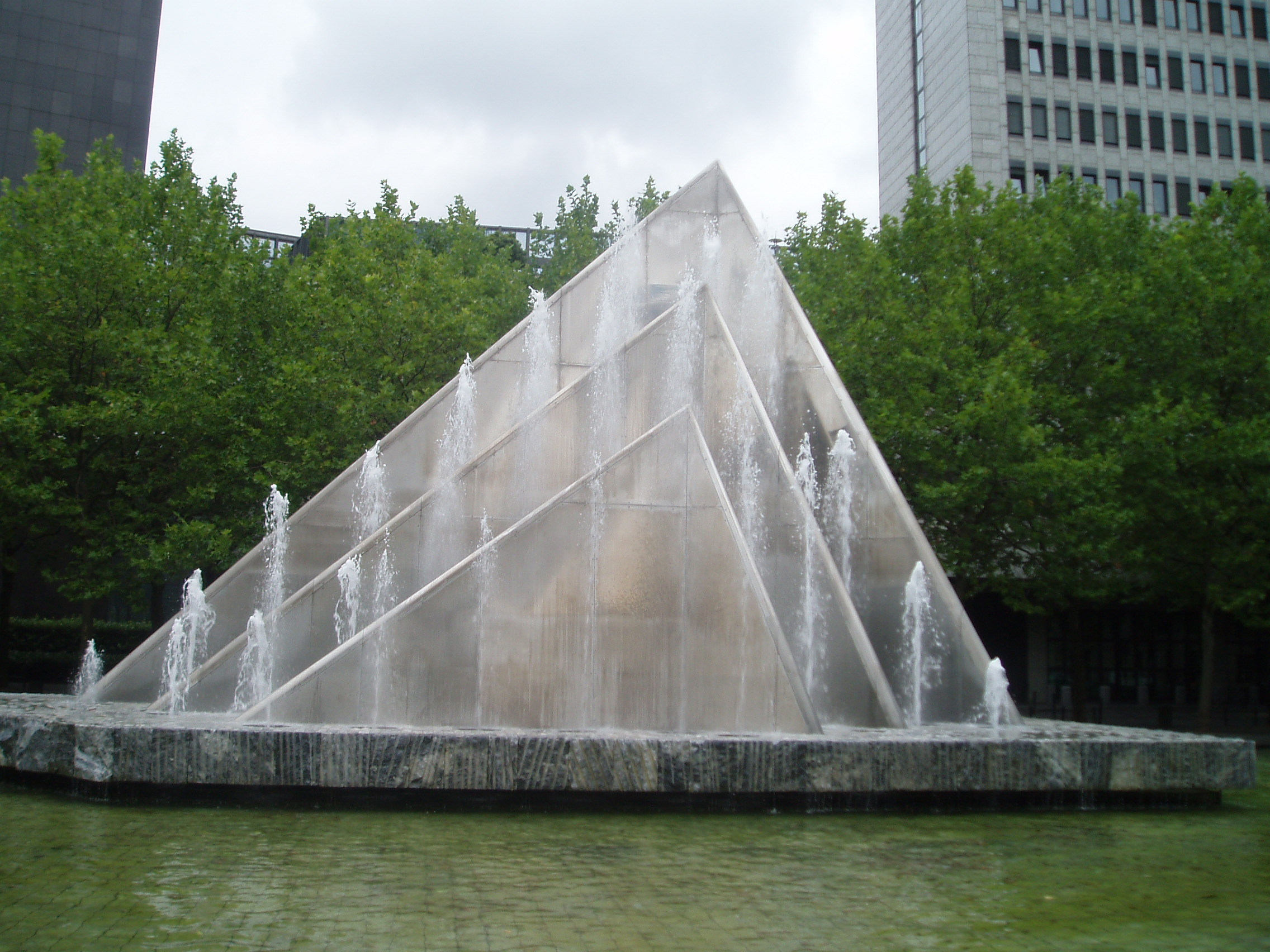
Фонтан в Дюссельдорфе, Хайнц Мак

Крупные международные выставки, в которых Мак участвовал, включают Документ в Касселе (1964), Венецианскую биеннале (1970). В 1976 году вместе с фотографом Томасом Хопкером художник создал скульптурные сады в Сахаре и в Гренландии. Фотографии этих эфемерных работ были опубликованы в «Sculpture Safari» (1977).
В начале 1980-х годов получил несколько государственных заказов, таких как «Columne pro caelo», построенной на площади Ронкалли в Кёльне (1985), дизайн площади Немецкого Объединения в Дюссельдорфе (1989).
В 1990-е годы, по прошествии 27 лет, Мак снова начал заниматься живописью, создавая большие картины, которые он назвал «Хроматические Созвездия» (Chromatic Constellations). Он также создал рисунки к книге стихов Гёте (1999), а в 2003 году закончил рисунки к текстам 
Al-Ghasali, — персидского философа двенадцатого века.

## Работы
- Стела в Познани, Польша.